# 坂本麻子 (1989年生のアナウンサー)
坂本 麻子（さかもと あさこ、1989年11月20日 - ）は、日本のフリーアナウンサー。TBSスパークル→ジョイスタッフ所属。

## 人物
大分県大分市出身。早稲田大学法学部卒業。
2013年4月、NHK大分放送局契約キャスターとして入局。2016年9月、NHK大分放送局を退局し、2016年10月、長野放送入社。2020年12月付で長野放送を退社。
保有資格は、英検2級、狩猟免許、ダイビングライセンスCカード。趣味は、温泉巡り、ドライブ、愛犬とお出かけ。

## 担当番組
- 日経CNBC  - キャスター

NHK大分放送局
- 好きっちゃおおいた - キャスター
- しんけんワイドおおいた

長野放送
- NBSプライムニュース みんなの信州 - キャスター
- 土曜はこれダネッ!
- フォーカス∞信州
- NBSみんなの信州（2019年4月1日 -2020年12月25日 ）- キャスター

TBS NEWS
- TBS NEWS （2021年4月 - 2024年3月） - キャスター